# Ivan Crnov
Ivan Crnov (Uskoplje, 1. veljače 1990.), hrvatski nogometaš iz Bosne i Hercegovine.

## Karijera
Seniorsku karijeru započeo je u Croatiji Sesvete s kojom je debitirao u 1. HNL. Od 2010. do 2013. godine igrao je za velikogoričkog drugoligaša Goricu. Tijekom zimskog prijelaznog roka 2012./13. prelazi u mostarski Zrinjski s kojim u sezoni 2013./14. postaje prvak države. Po isteku ugovora sa Zrinjskim te 64 ligaška nastupa uz 19 pogodaka prelazi u moldavski Sheriff za koji je nastupao samo mjesec dana. Sa Sheriffom osvaja moldavski Supekup. Nakon toga vraća se u bosanskohercegovačku Premijer ligu, u NK Široki Brijeg.
Nakon Širokog postaje član sarajevskog Željezničara, ali većinu utakmica propušta zbog ozljeda. U ljeto 2018. potpisuje za premijerligaša Krupu.

## Vanjske poveznice
- Profil na transfermarkt.de (njem.)